# Red Bull Theatre

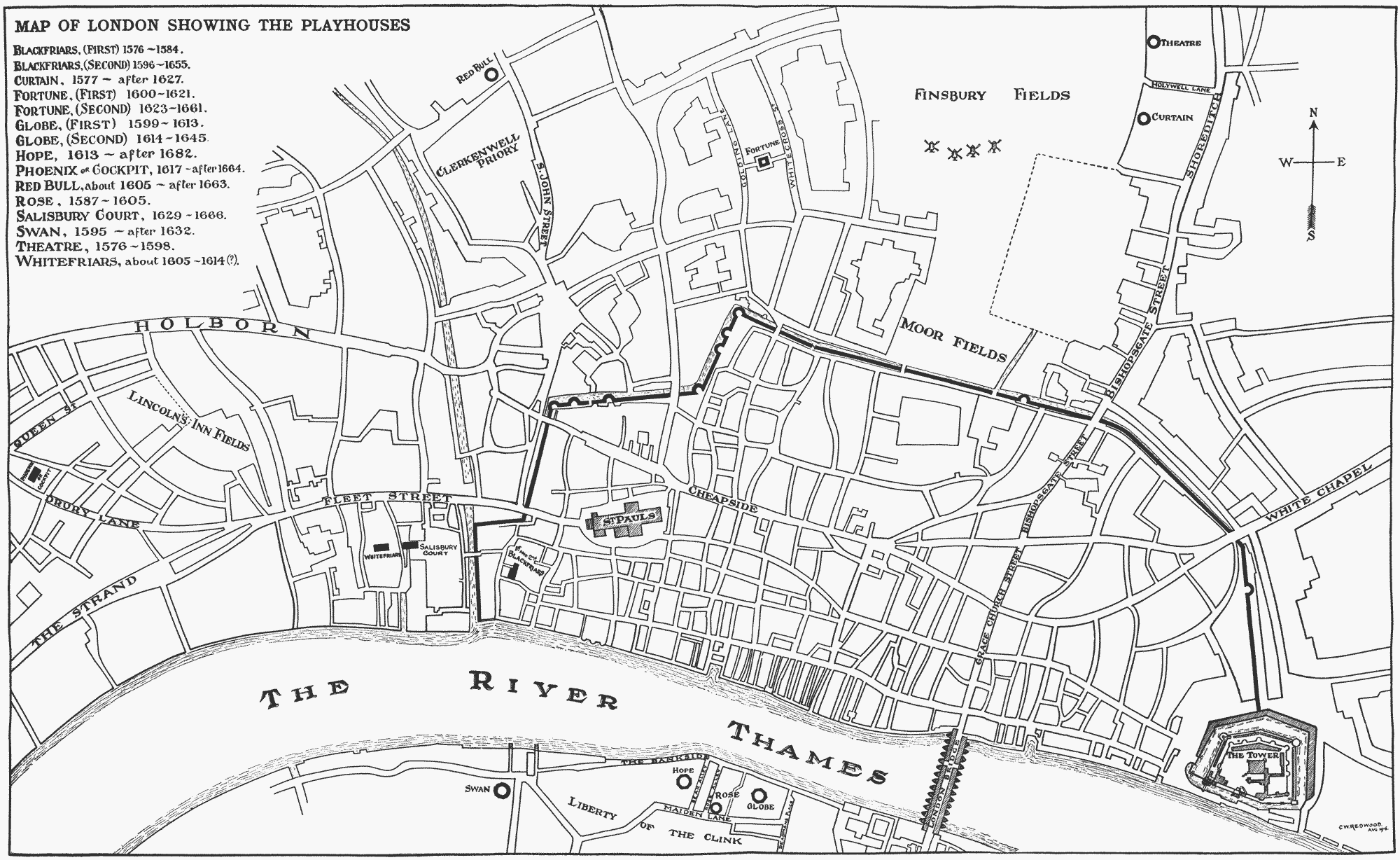
Une carte de Londres du XVIe siècle montrant le théâtre au nord-ouest

Le Red Bull était un théâtre londonien du XVIIe siècle. Pendant plus de quatre décennies, il divertit des publics venant principalement des quartiers nord de la ville, formant des auditoires bagarreurs et souvent perturbateurs. Après la fermeture des théâtres par le Parlement en 1642, il continua à accueillir par intermittences des représentations illégales, et quand les théâtres furent autorisés à rouvrir à la Restauration, il redevint un lieu légitime de spectacle. Il brûla pendant le Grand incendie de Londres, et il fut l'un des derniers théâtres élisabéthains à disparaître.

## Conception
On sait moins de choses sur l'origine de Red Bull que sur les autres théâtres de la même époque comme le Théâtre du Globe et le Théâtre de la Fortune. Il fut bâti en 1604 dans St John Street à Clerkenwell. Des archives judiciaires indiquent qu'il fut construit en rénovant une auberge qui avait une cour centrale carrée. Cette origine explique sa forme particulière, partagée uniquement, parmi les salles de spectacle de l'époque, avec le premier Théâtre de la Fortune. Il doit peut-être son nom au bétail qui était conduit par St John Street au marché de Smithfield.
À part ces quelques détails, on sait peu de choses sur ses particularités. Les universitaires supposent qu'il avait à peu près les mêmes dimensions que ses rivaux, le Globe et le Fortune. Au moins durant ses premières décennies, il fit fort probablement concurrence à la troupe The Lord Chamberlain's Men et la troupe de l'Amiral. W. C. Lawrence avance que le théâtre était couvert au début des années 1620, mais ses arguments sont en grande partie réfutés par Leslie Hotson et G. E. Bentley. Le Red Bull était plus vraisemblablement à ciel ouvert comme les autres théâtres avec lesquels il rivalisait. Comme eux, il possédait sans doute une scène à proscenium sans rideau entourée par un parterre sans places assises et par trois murs de galeries, avec, à l'arrière, un foyer des artistes. Il pouvait accueillir sans doute un peu moins de spectateurs que les 3 000 du Globe.

## Historique

### Règnes de JacquesIeret CharlesIer
Il n'existe aucun document prouvant que le Red Bull était en fonction avant 1607, époque à laquelle on sait que la troupe de la reine Anne (Queen Anne's Men) y jouait. Néanmoins les chroniques judiciaires montrent que le théâtre fut construit en 1604, et la patente royale pour cette salle de spectacle fait référence à Thomas Greene, un comédien de la troupe de la reine, ce qui suggère qu'il fut construit pour cette troupe. En plus de Greene, Martin Slater, Aaron Holland (un domestique de Charles Blount, comte de Devonshire, membre de la troupe de la reine), et Thomas Swinnerton sont cités dans l'organisation. Peut-être que les récents problèmes de Philip Henslowe avec le voisinage, qui s'opposait à la construction du Théâtre de la Fortune, leur avaient appris à ne pas demander l'accord du tribunal, tant qu'ils n'auraient pas apaisé leurs voisins — comme Henslowe l'avait fait — en participant avec générosité à l'aide aux pauvres.
La troupe Queen Anne's Men demeura dans ce théâtre jusqu'en 1617. Elle employa de célèbres dramaturges : une grande partie de l'énorme production de Thomas Heywood fut mise en scène là, ainsi que Le Démon blanc et The Devil's Law-case de John Webster, If This Be Not A Good Play, the Devil Is in It de Thomas Dekker, et Greene's Tu Quoque de John Cooke. Il acquit aussi les droits de quelques pièces anciennes, comme Edward II de Christopher Marlowe. Avec le temps, les compagnies du Red Bull, tout comme celles du Fortune, se mirent à jouer des pièces surannées devant des auditoires bruyants et ignorants. Il semble que le public siffla Le Démon blanc en 1611, et les années suivantes, cette pièce fut la cause de bagarres assez violentes pour se finir au tribunal.
En 1617, la troupe Queen's Men, dirigée alors par Christopher Beeston, emménagea au Cockpit Theatre, le nouveau théâtre de celui-ci. Ce déménagement incita une foule d'apprentis, probablement furieux que leurs pièces favorites allaient être jouées dans un théâtre couvert à un tarif plus élevé, à mettre le feu au Cockpit le jour du Mardi gras 1617. Les Queen's Men retournèrent au Red Bull, le temps que le Cockpit soit réparé. Les Prince Charles' Men leur succédèrent au Red Bull, financés en partie par  Edward Alleyn. La dissolution de la troupe de la reine Anne, après la mort de celle-ci en 1619, produisit un mélange un peu confus de ces compagnies. Pendant le déclin de la période jacobéenne, cette compagnie produisit des pièces comme The Virgin Martyr de Dekker et de Massinger, The Heir de Thomas May, et Herod and Antipater de Gervase Markham et de William Sampson.
Après la mort de Jacques Ier, le roi Charles Ier assura le patronage de la troupe King's Men, et l'ancienne troupe Prince Charles' Men se dispersa. À partir de ce moment-là, une troupe de bien moins bonne réputation s'installa au Red Bull. Les universitaires l'appellent généralement la troupe du Red Bull, comme les acteurs se désignaient eux-mêmes, quand ils étaient à Londres. En tournée, ce qu'ils faisaient souvent, ils se nommaient les King's Players. En 1627, Henry Herbert, agissant à la demande de John Heminges, ordonna à cette troupe de cesser de jouer Shakespeare. En novembre 1629, le théâtre accueillit des acteurs français en tournée, qui avaient joué auparavant au Fortune et au Blackfriars Theatre. Une mention de l'époque semble indiquer que cette troupe, qui comprenait des femmes, fut froidement reçue à Clerkenwell.
En 1634, le Red Bull abritait une nouvelle compagnie patronnée par le prince Charles, futur Charles II. À partir de là, la réputation du Red Bull fut irrévocablement ternie. Son nom apparaissait rarement sur les pages de titre des publications de pièces, suggérant que soit ses offres ne valaient pas la peine d'être publiées, soit que les éditeurs doutaient que leur nom aidât les ventes. Toutefois, la nouvelle compagnie se vantait de posséder un comédien populaire, Andrew Cane, et elle fut capable de survivre à la colère du Conseil privé, causée par la pièce calomnieuse The Whore New Vamped, qui tournait nommément en dérision un conseiller municipal de Londres et se plaignait des nouvelles taxes.

### Après 1642
Comme tous les autres théâtres de Londres, le Red Bull reçut en 1642 l'interdiction, venant des Puritains, de jouer des pièces de théâtre. La prohibition eut tout d'abord un effet limité. Le Red Bull jouait encore en 1648 un spectacle de Fletcher, Wit Without Money, dont les publicités étaient jetées dans les voitures des gentlemen. Le Parlement prit des mesures contre les spectacles,  s'intéressant de plus près aux publicités pour des funambules ou d'autres divertissements proposées par les anciens théâtres. En 1650, le Red Bull subit une descente de police qui s'avéra fructueuse, un certain nombre d'acteurs furent arrêtés et leurs costumes confisqués.
Le Red Bull est le seul théâtre associé sans conteste aux drolls, courtes farces tirées des pièces anciennes les plus populaires. En 1653, Robert Cox, appartenant aux King's Men, fut arrêté au Red Bull pour un spectacle qui fut considéré comme une pièce de théâtre. Sir William D'Avenant et Sir George Fletcher auraient assisté au Red Bull à une pièce en février ou mars 1655. En septembre 1655, le Red Bull reçut de nouveau une visite des militaires, reflétant l'attitude rigoureuse des soldats de Cromwell, qui avaient auparavant endommagé le Théâtre de la Fortune et le Blackfriars. Des acteurs furent encore arrêtés. 
Une collection de « drolls » fut publiée par Francis Kirkman, quelques-uns étant attribués à "l'incomparable Robert Cox", comme The Wits (1662). Kirkman dit que plusieurs furent joués au Red Bull. Pourtant, le frontispice de ce volume ne représente pas de spectacle au Red Bull, comme on aurait pu le supposer. 
Le théâtre rouvrit en 1660 lors de la Restauration de la monarchie, accueillant les compagnies de Michael Mohun et de George Jolly. Sa nouvelle direction revint à son ancienne politique, favorisant les pièces populaires. Samuel Pepys écrit y avoir assisté à une reprise de All's Lost by Lust de William Rowley. Le Red Bull fut finalement détruit en 1666 dans le Grand incendie de Londres. Après l'incendie, des bâtiments furent construits sur ses fondations. Les contours de sa structure, ainsi que le passage entre la salle et la rue, peuvent toujours être distingués dans  Hayward's Place, qui se trouve près de Woodbridge Street.

## Homonymes
Fondé en 2003, le Red Bull Theater de New York a pris son nom et son inspiration au Red Bull d'origine. Les anciennes productions comprennent The Revenger's Tragedy,Women Beware Women, et The Witch of Edmonton.
www.redbulltheater.com